# 明柄体参
明柄体参（学名：Labidodemas pertinax）为海参科柄体参属的动物。分布于马达加斯加、马尔代夫群岛、印度尼西亚、萨莫亚群岛以及中国大陆的海南岛、西沙群岛等地。